# Tadeusz Dyboski
Tadeusz Ignacy Dyboski (ur. 4 października 1891 w Cieszynie, zm. 1939 w Ptuju) – polski lekarz, major Wojska Polskiego, poseł na Sejm RP, dyrektor naczelny ZUS, członek Prezydium Partii Pracy w 1930 roku.

## Życiorys
Tadeusz Dyboski urodził się 4 października 1891 roku w Cieszynie, jako syn Antoniego (1853–1917), notariusza, i Marii z Łopuszańskich. Uczył się w gimnazjum w rodzinnym mieście, następnie wyjechał do Krakowa na studia medyczne na Uniwersytecie Jagiellońskim. W późniejszych latach studiował w Monachium i w Grazu, w tym ostatnim mieście w 1914 roku uzyskał doktorat. W czasie I wojny światowej pełnił służbę wojskową jako lekarz frontowy.
24 września 1920 roku został zatwierdzony z dniem 1 kwietnia 1920 roku w stopniu kapitana lekarza, w korpusie lekarskim, w grupie oficerów byłej armii austro-węgierskiej. Pełnił wówczas służbę w Szpitalu Epidemicznym w Krakowie.
Po zakończeniu wojny w 1920 roku zamieszkał w Krakowie, pracował jako asystent i zastępca dyrektora kliniki dermatologii Uniwersytetu Jagiellońskiego. Dokształcał się w Kopenhadze (w Instytucie Finsena) i w klinikach dermatologicznych w tymże mieście oraz w Londynie. W 1926 roku został prymariuszem (ordynatorem) jednego z oddziałów Szpitala św. Łazarza w Krakowie. Był członkiem Związku Strzeleckiego i YMCA.
Po majowym zamachu stanu zaangażował się politycznie po stronie sanacji – w 1928 w 1930 roku wybierano go posłem do Sejmu z poparciem Bezpartyjnego Bloku Współpracy z Rządem. Jako poseł zaangażował się w prace komisji spraw zagranicznych (wiceprzewodniczący) i komisji zdrowia publicznego (przewodniczący).
W 1934 roku jako major ze starszeństwem z dniem 1 czerwca 1919 roku i 120. lokatą w korpusie oficerów rezerwy sanitarnych, grupa lekarzy, pozostawał w ewidencji Powiatowej Komendy Uzupełnień Kraków Miasto. Posiadał przydział do Kadry Zapasowej 5 Szpitala Okręgowego w Krakowie.
W latach 1933–1934 był zastępcą lekarza naczelnego Ubezpieczalni Społecznej w Krakowie, a następnie zastępcą dyrektora naczelnego Zakładu Ubezpieczeń Społecznych. W latach 1938–1939 kierował ZUS-em jako dyrektor naczelny.
Po wybuchu II wojny światowej wyemigrował do Królestwa Jugosławii. Zmarł w październiku 1939 roku w mieście Ptuj. Tam też został pochowany.
Od 2 września 1917 roku był mężem Stefanii Romany z Uderskich (ur. 1890), artystki malarki.

## Ordery i odznaczenia
- Krzyż Oficerski Orderu Odrodzenia Polski (11 listopada 1936)[10]
- Złoty Krzyż Zasługi (28 czerwca 1939)[11]
- Wielki Oficer Orderu Świętego Sawy (Jugosławia)[9]